# 山梨県道302号石和温泉停車場線

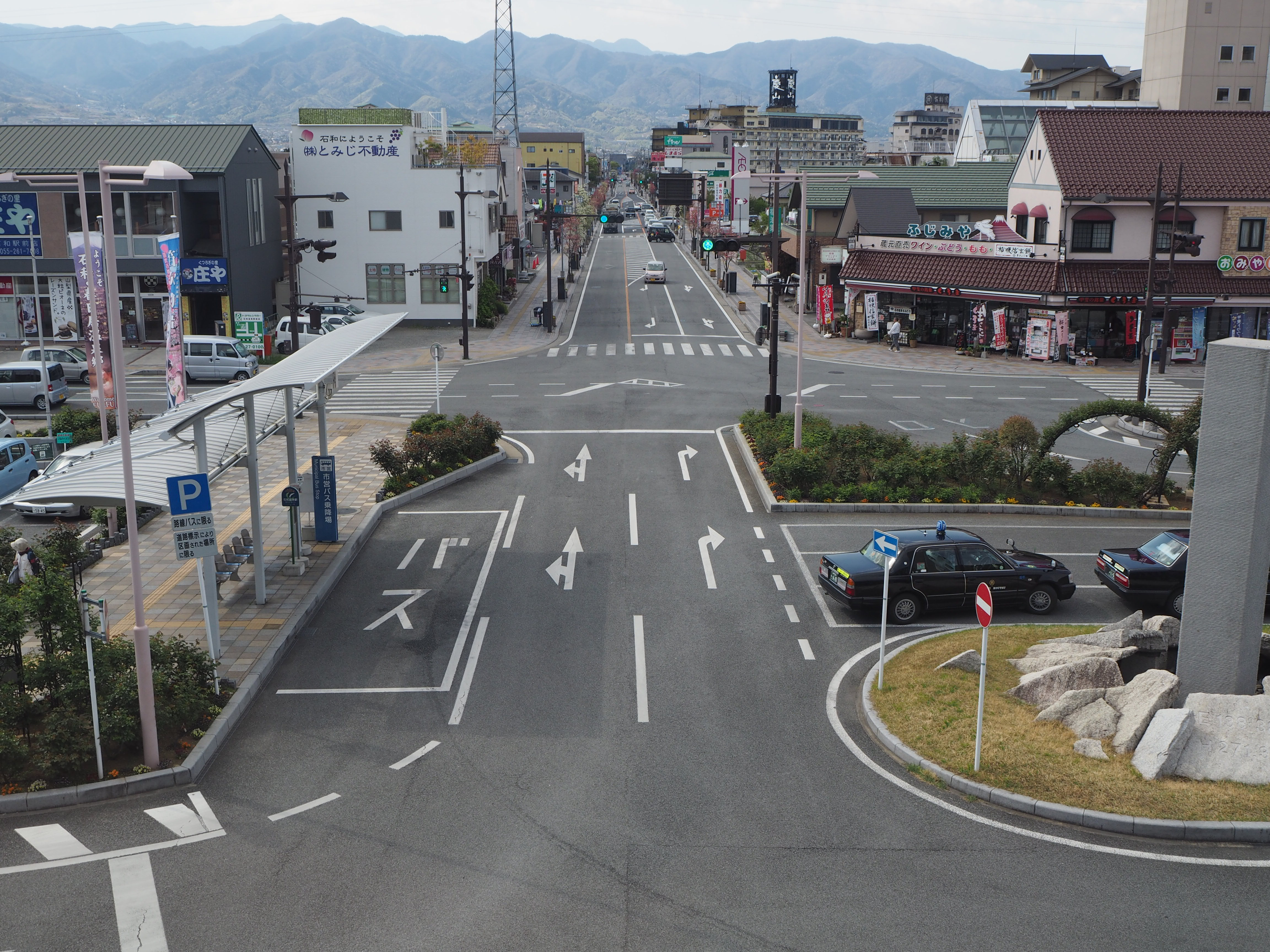
山梨県道302号（石和温泉駅駅舎から、2018年4月）

山梨県道302号石和温泉停車場線（やまなしけんどう302ごう いさわおんせんていしゃじょうせん）は、山梨県笛吹市を走る一般県道である。

## 概要

### 路線データ
- 起点：山梨県笛吹市石和町松本（中央本線石和温泉駅前、山梨県道208号下神内川石和温泉停車場線終点）
- 終点：山梨県笛吹市石和町下平井大豆生田（長塚交差点＝国道20号交点、山梨県道311号栗合成田線終点）

## 重複区間
- 石和温泉駅入口交差点・遠妙寺交差点間：国道411号

## 通過する自治体
- 山梨県笛吹市

## 交差・接続する道路
- 山梨県道208号下神内川石和温泉停車場線（笛吹市石和町松本・起点）
- 国道411号（笛吹市石和町市部・石和温泉駅入口交差点）
- 国道411号（笛吹市石和町市部・遠妙寺交差点）
- 山梨県道310号小石和市部線（笛吹市石和町市部・鵜飼橋北詰交差点）
- 山梨県道313号藤垈石和線（笛吹市石和町市部六反田）
- 山梨県道304号上黒駒石和線（笛吹市石和町下平井・長塚五差路交差点）
- 国道20号（笛吹市石和町下平井大豆生田・長塚交差点）

## 周辺
- 石和温泉駅
- 笛吹市立石和北小学校
- 山梨県立笛吹高等学校
- 笛吹警察署